# Duet (Ronan Keating)
Duet è il settimo album in studio del cantante irlandese Ronan Keating, pubblicato nel 2010 solo in Australia e Nuova Zelanda.

## Tracce
1. Say Say Say (featuring Adeaze) – 3:49
2. All for Love (featuring Guy Sebastian) – 4:44
3. Believe Again (featuring Paulini) – 3:39
4. To Love Somebody (featuring Brian McFadden) – 3:22
5. Islands in the Stream (featuring The McClymonts) – 3:59
6. Wild World (featuring Marvin Priest) – 3:20
7. The Long Goodbye (featuring Lee Kernaghan) – 4:11
8. Last Thing on My Mind (featuring LeAnn Rimes) – 3:57
9. Father & Son (featuring Cat Stevens) – 3:21
10. We've Got Tonight (featuring Lulu) – 3:37
11. Your Song (featuring Elton John) (Live 2000 / Madison Square Garden, New York) – 4:06
12. It's Only Christmas (featuring Hayley Westenra) – 3:25